# Thác Victoria
Thác nước Victoria hay Mosi-oa-Tunya (Tokaleya Tonga: khói bốc lên từ sấm sét) là một thác nước tại miền nam châu Phi trên sông Zambezi, tại biên giới Zambia và Zimbabwe. CNN đã mô tả thác nước này như một trong 7 kỳ quan thiên nhiên thế giới.

## Nguồn gốc tên gọi

Tượng David Livingstone quan sát thác nước, bằng đồng thau, từ bên bờ Zambia

## Các đặc tính tự nhiên

## Các họng của Thác Victoria

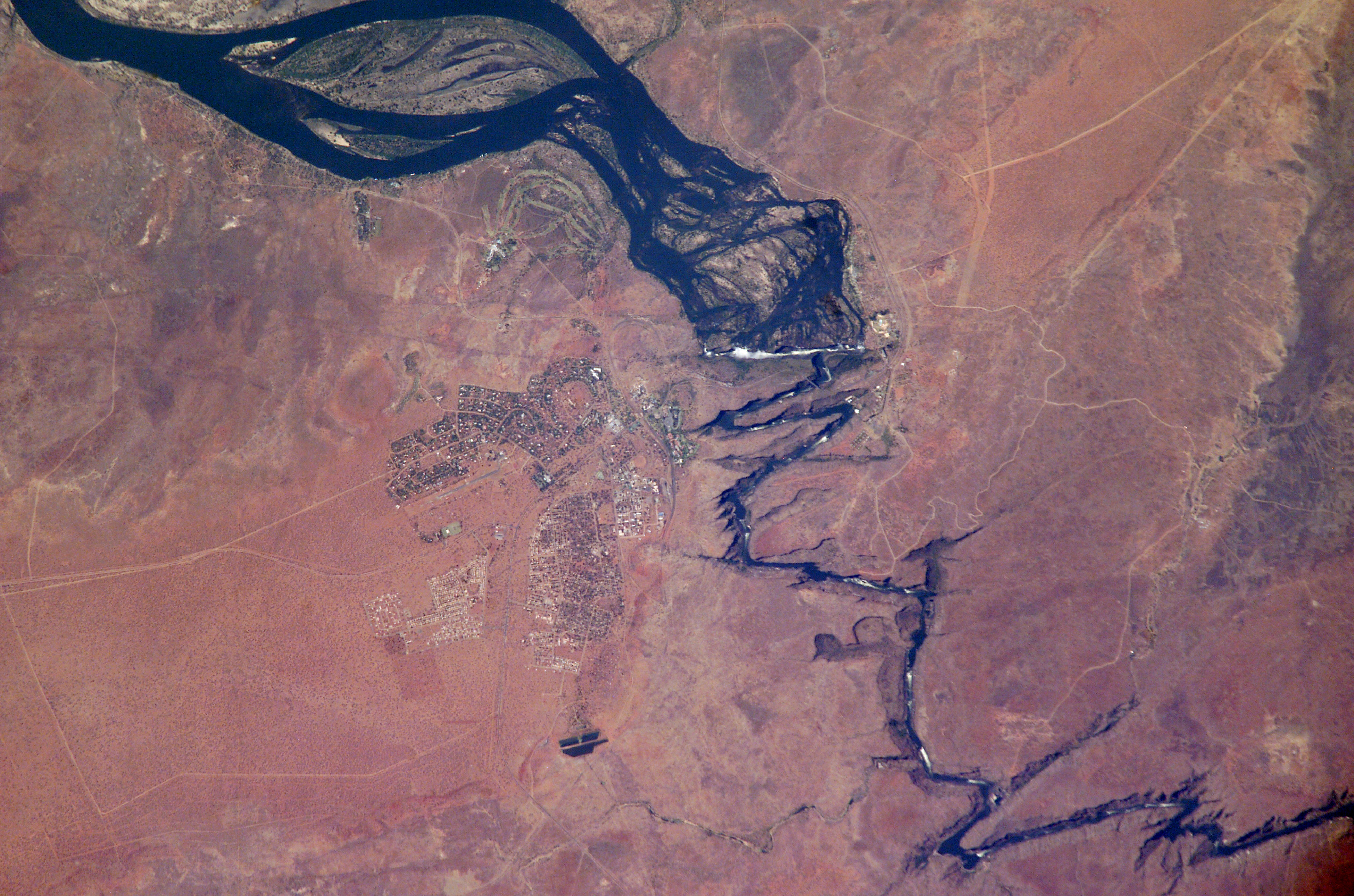
Hình vệ tinh thể hiện con sông lớn Zambezi đổ vào một đường nứt hẹp và sau đó là một loạt các họng hình ziczac (đỉnh hình là hướng bắc).

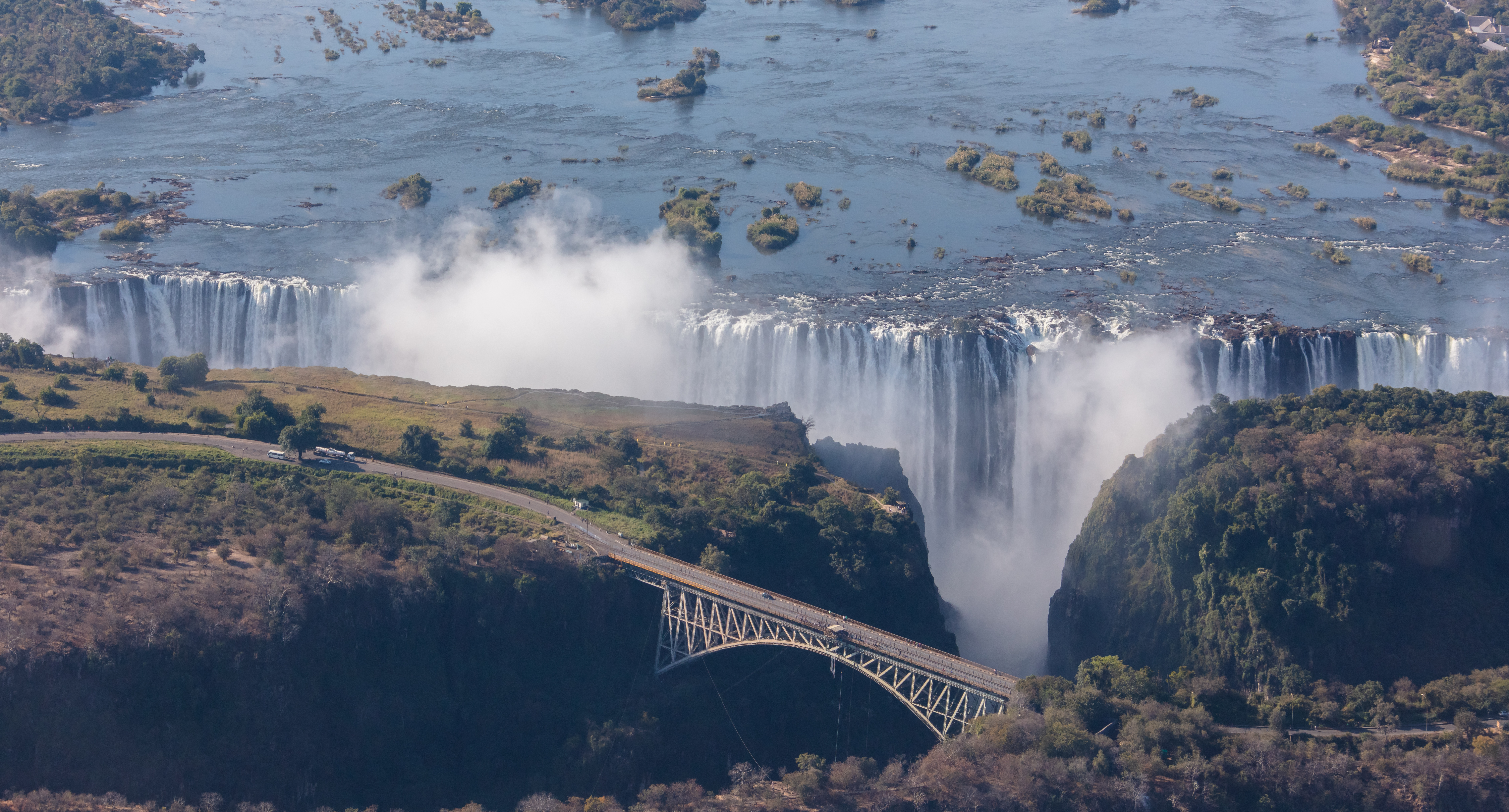
Cầu Thác Victoria vượt qua Họng thứ hai.

## Hình thành

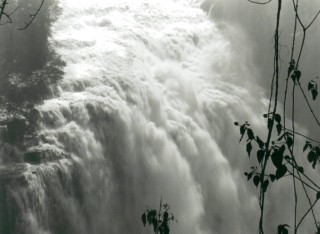
"Dòng Quỷ", dòng cực tây của Thác Victoria và nơi khởi đầu của một dòng yếu nơi thác tiếp theo hình thành.

### Cầu Thác Victoria tạo tiền đề cho du lịch

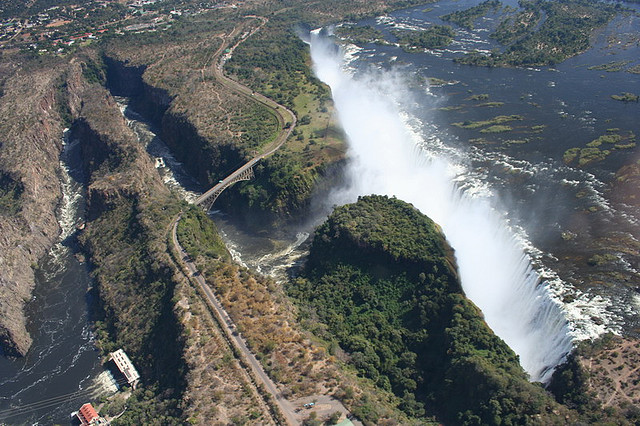
Cầu Thác Victoria bắc qua sông Zambezi

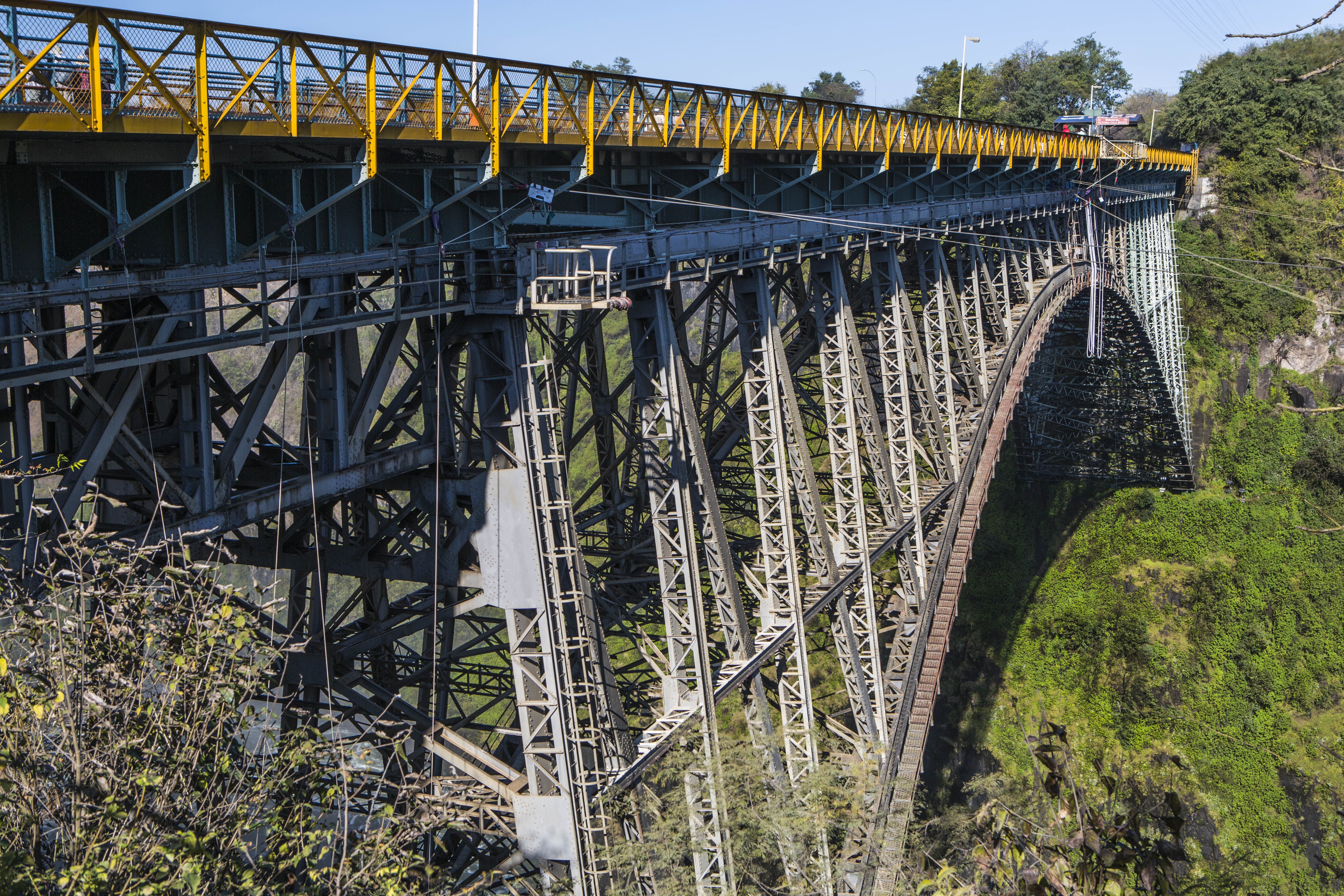
Cầu Thác Victoria

### Du lịch những năm gần đây

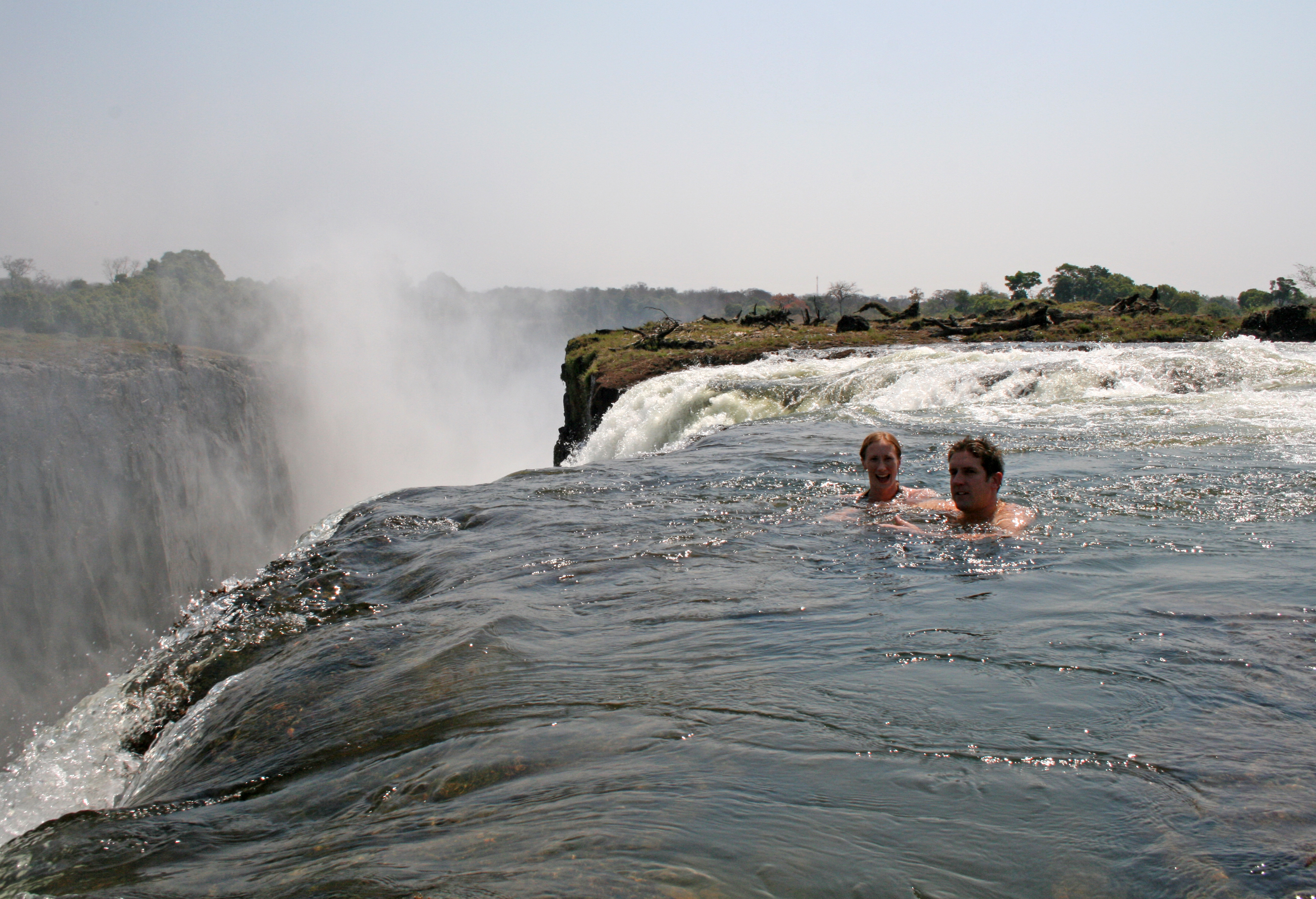
"Ghế Quỷ", một bể bơi được hình thành tự nhiên.

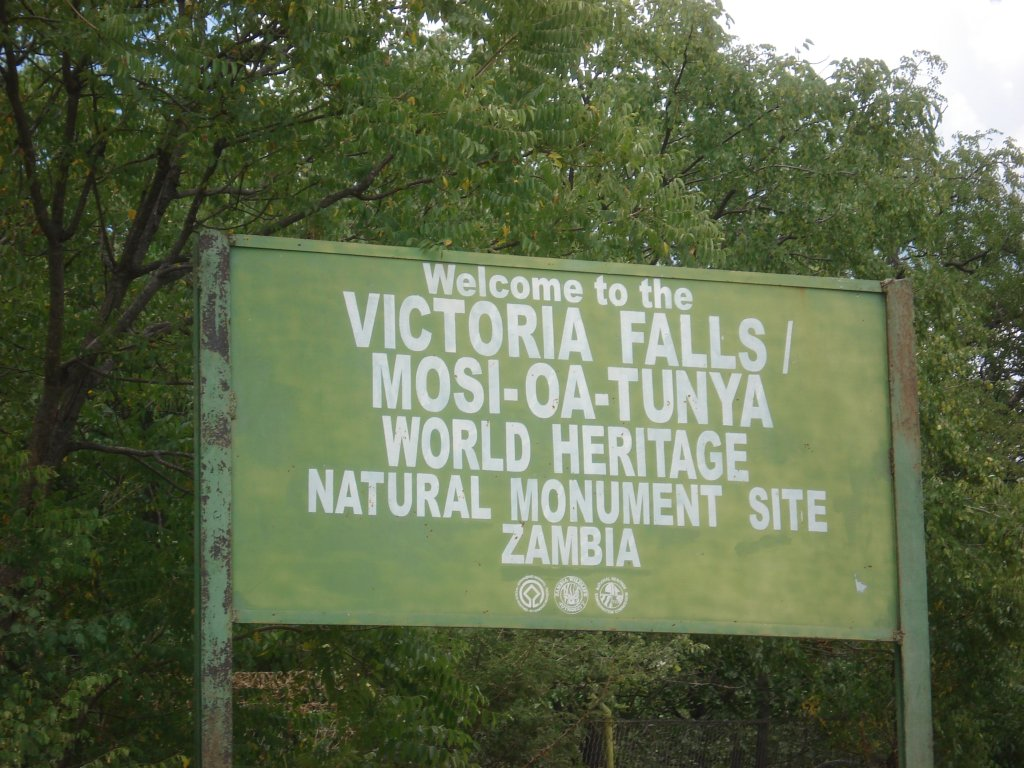
Lối vào Thác Victoria

## Môi trường tự nhiên

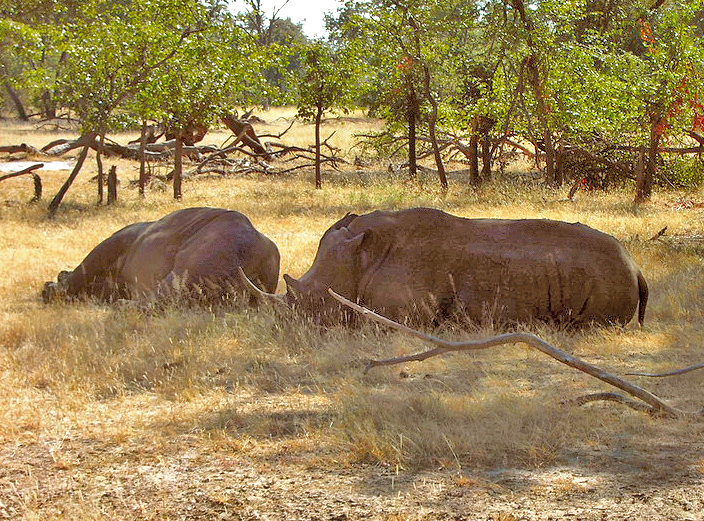
Hai con tê giác trắng tại vườn quốc gia Mosi-oa-Tunya tháng 5 năm 2005. Chúng không phải loài đặc hữu địa phương, mà được nhập khẩu về từ Nam Phi.

## Hình ảnh

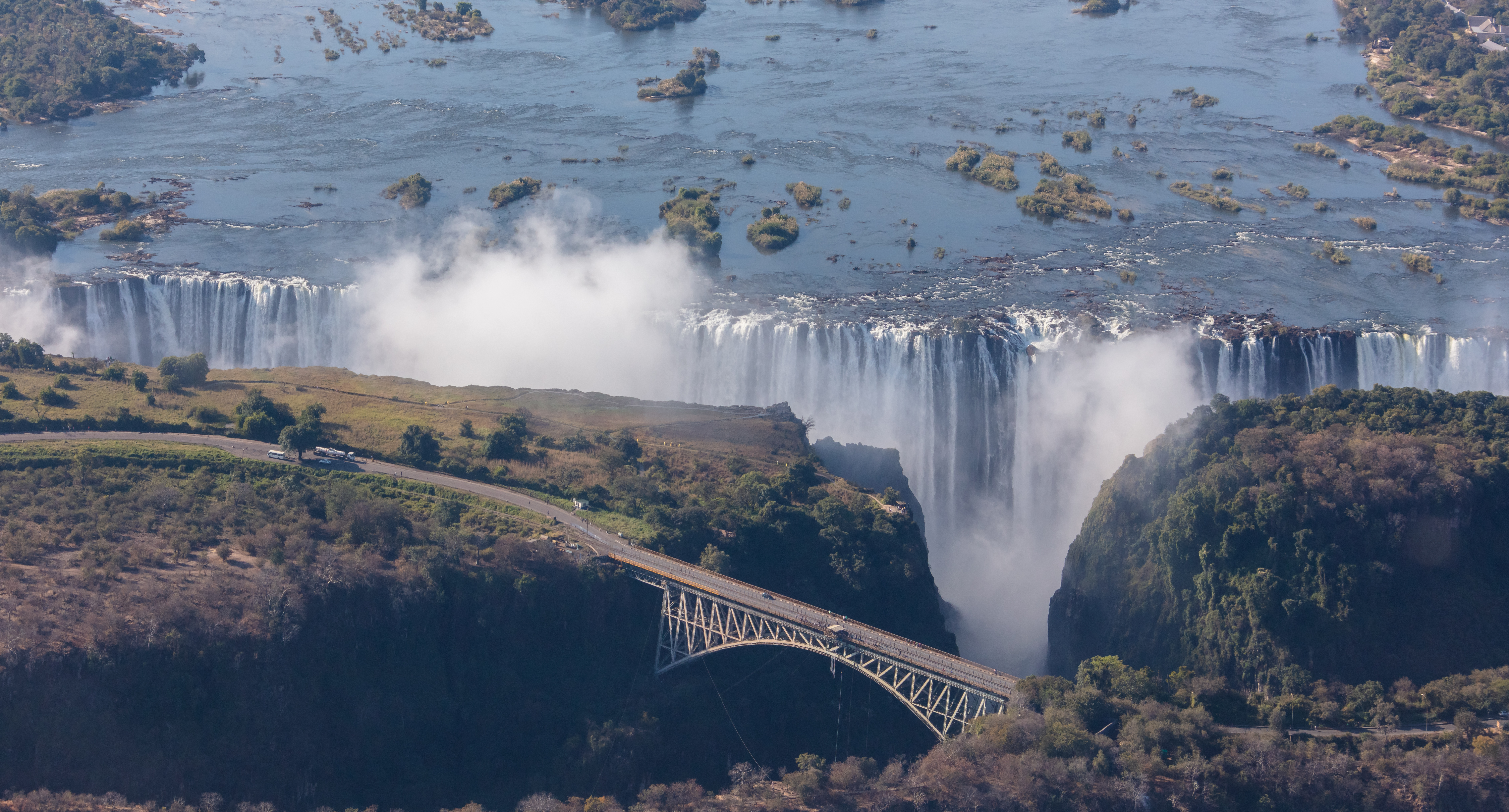
Cầu bắc qua sông Zambezi ngay bên thác Victoria
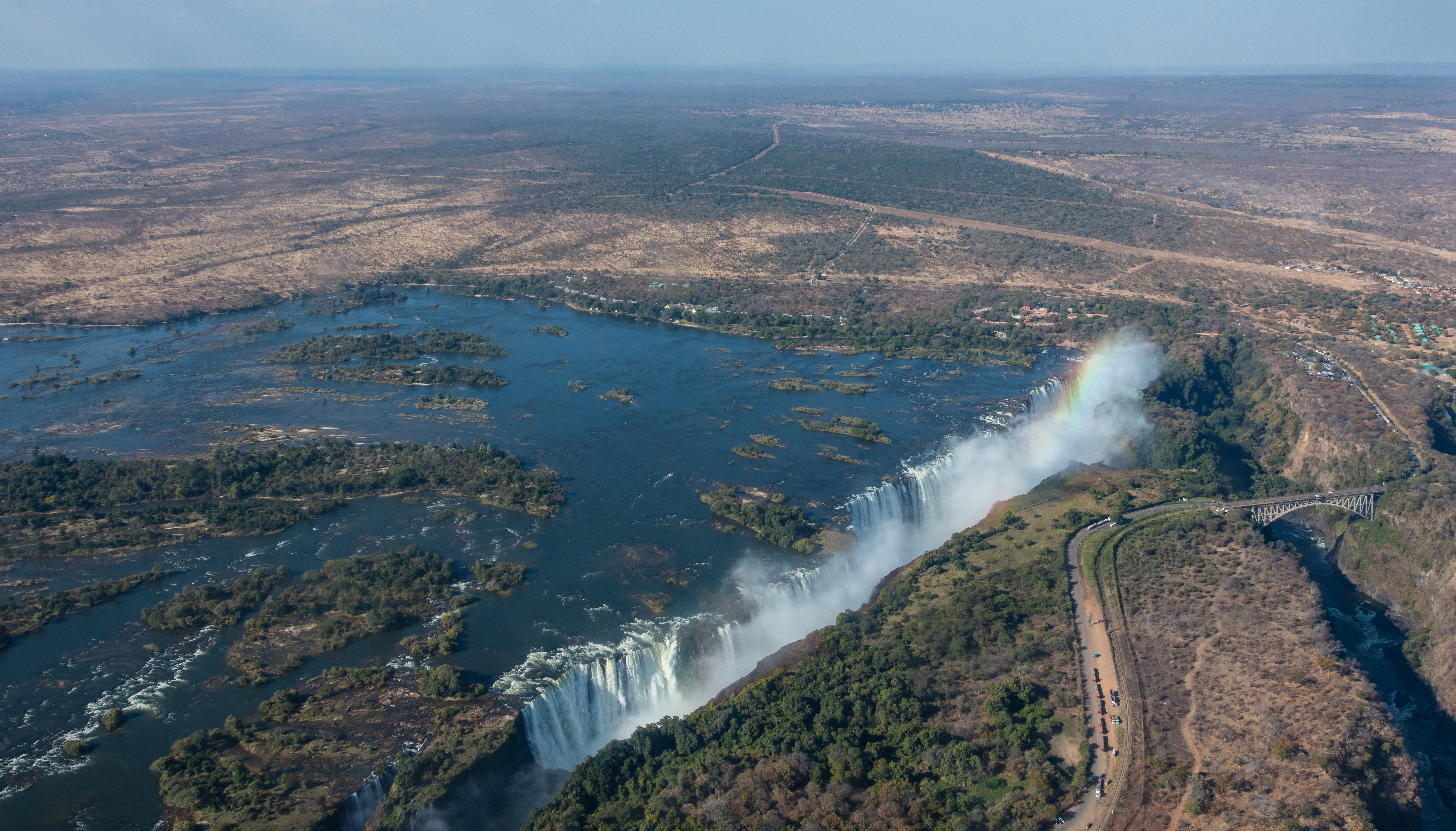
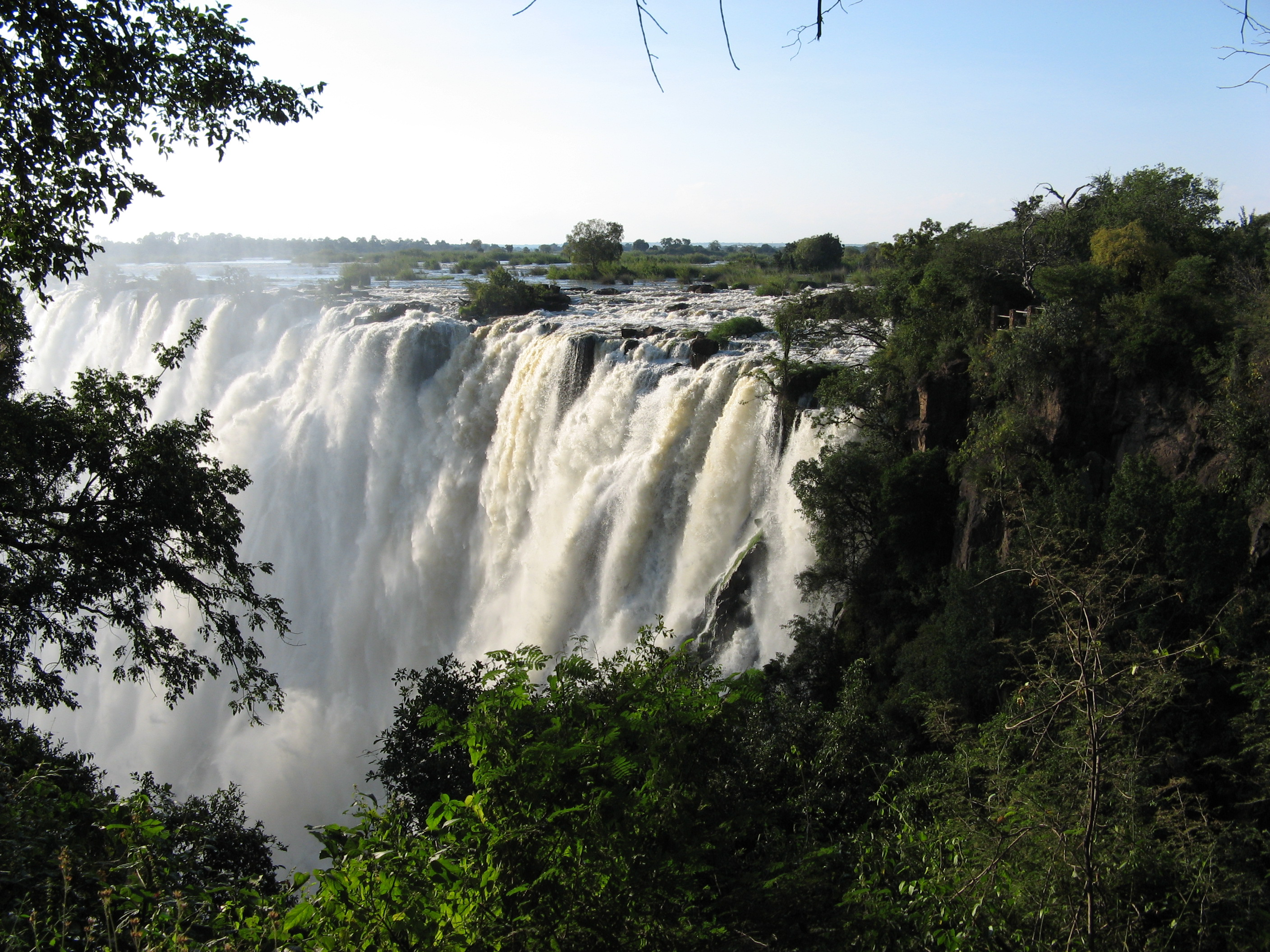
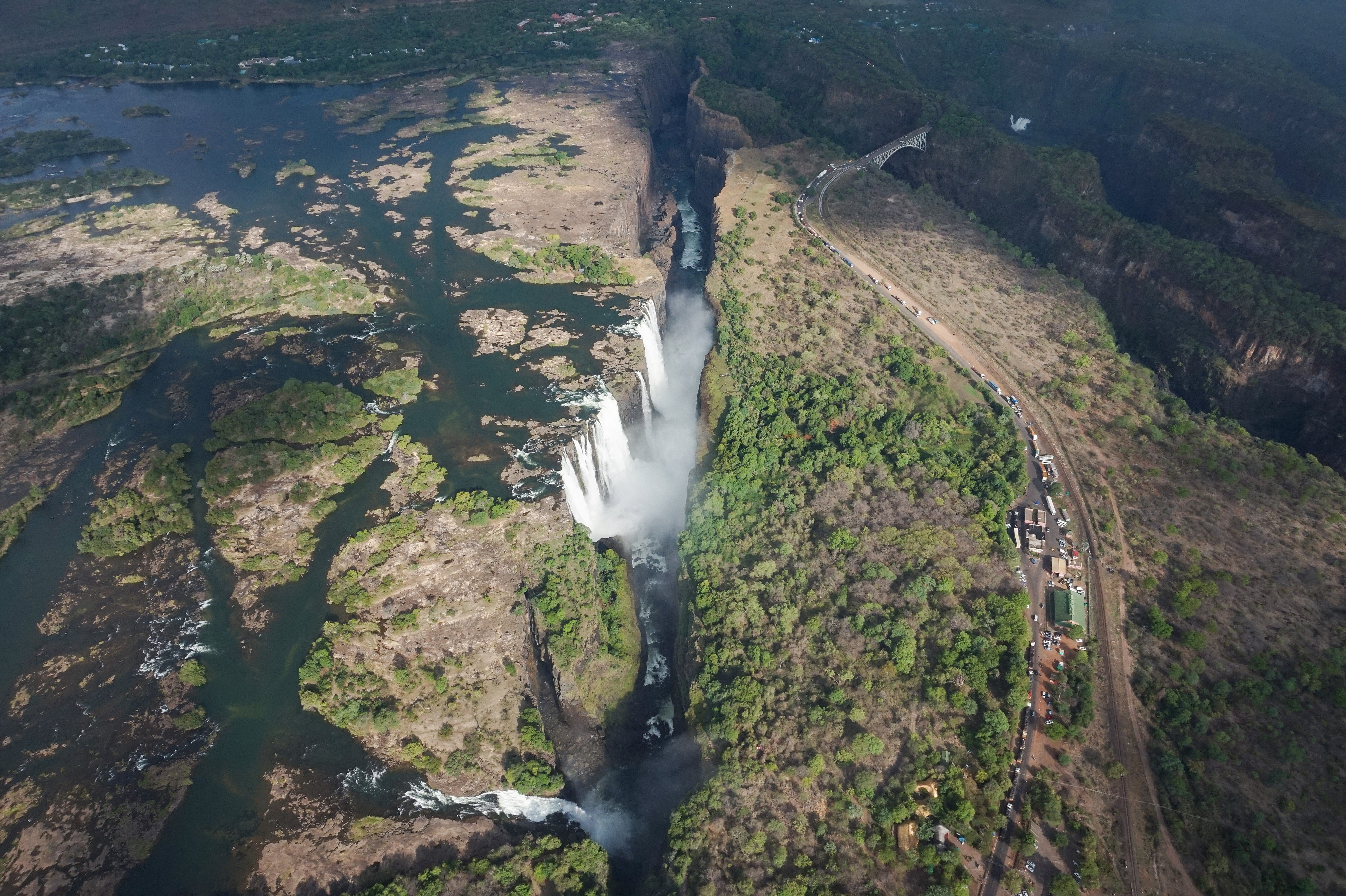
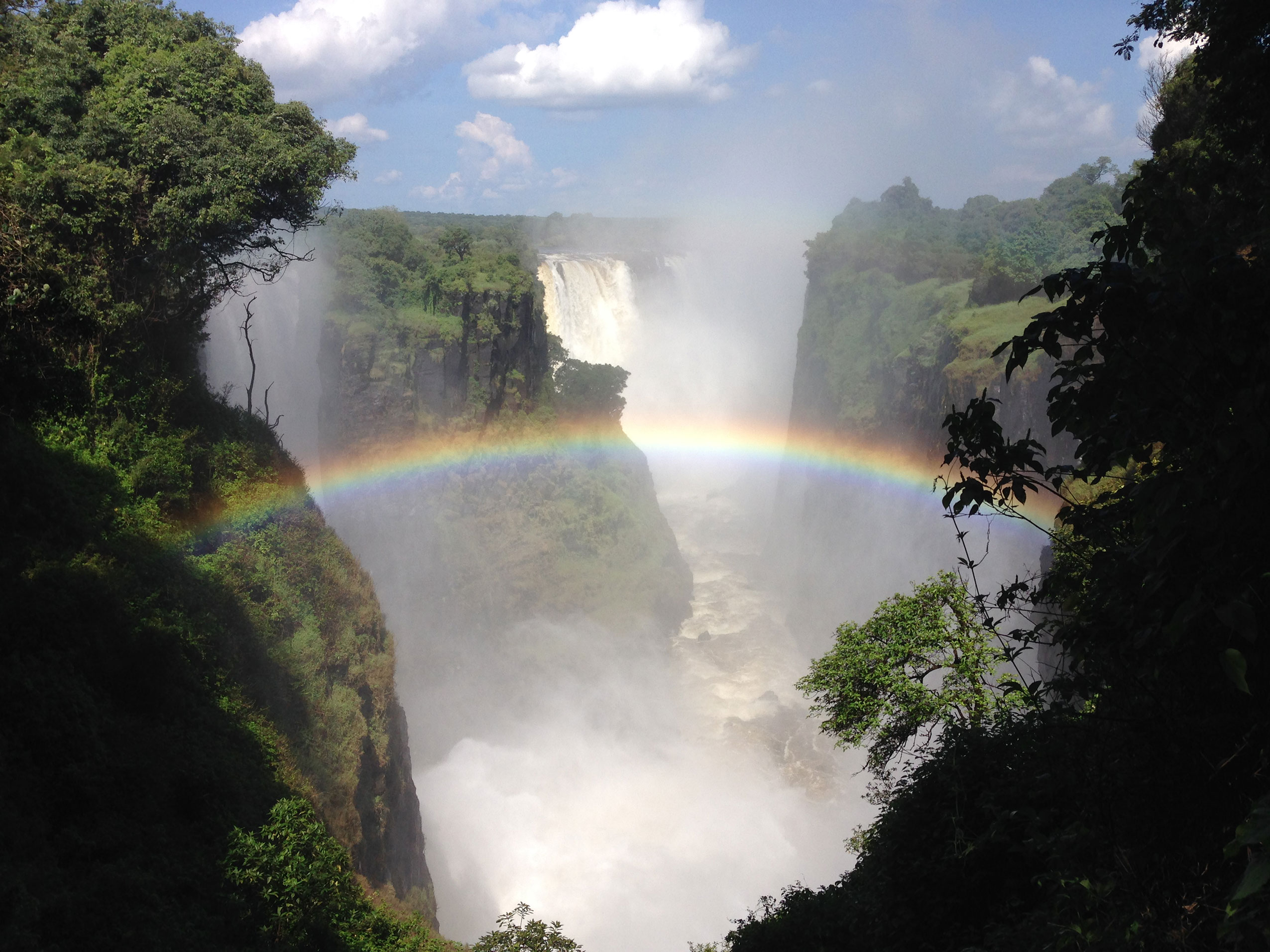
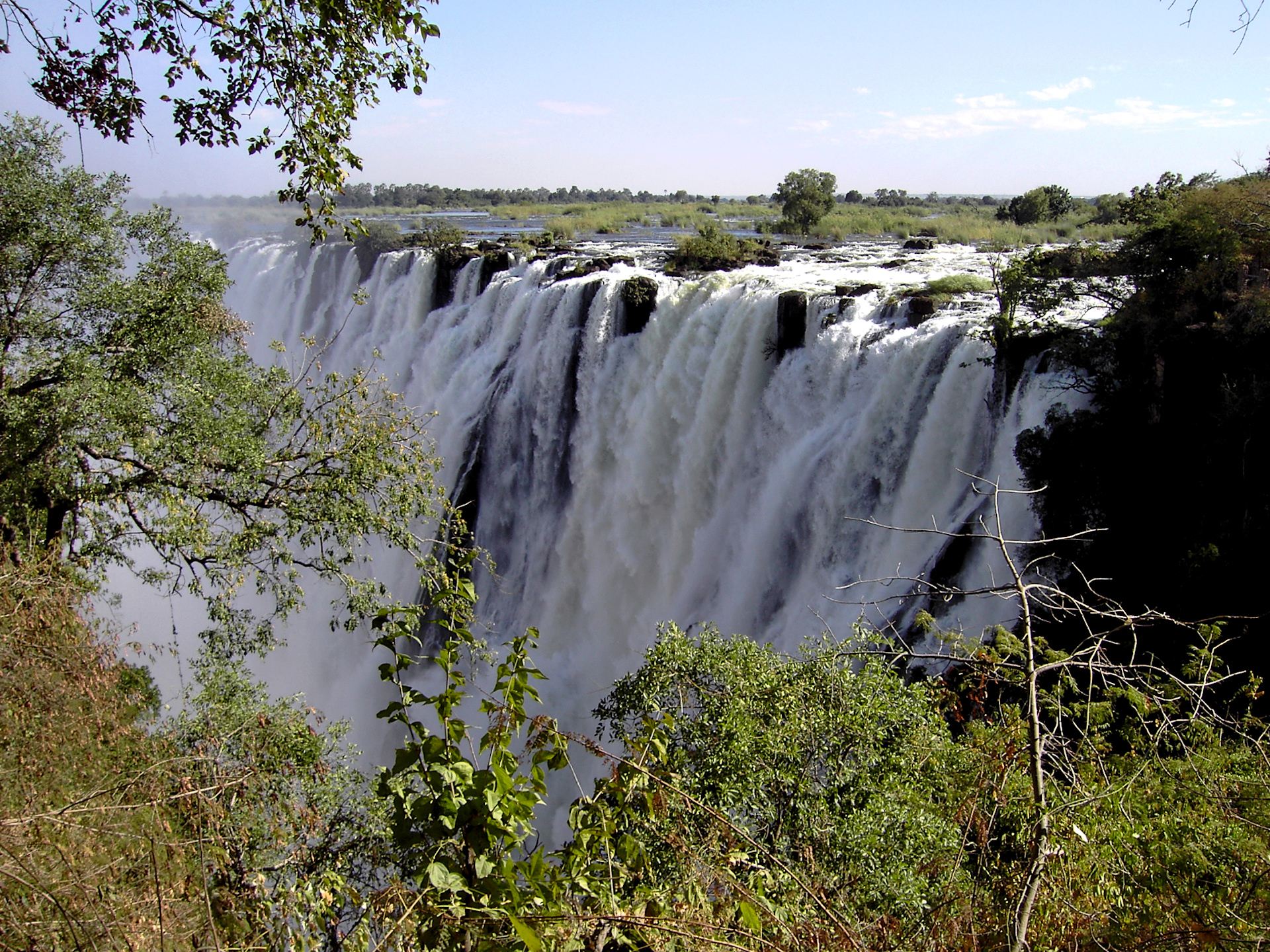
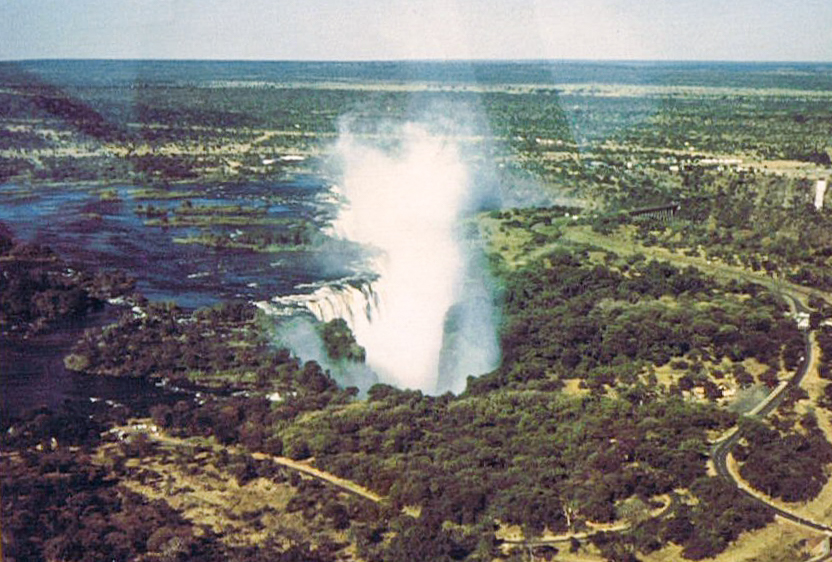
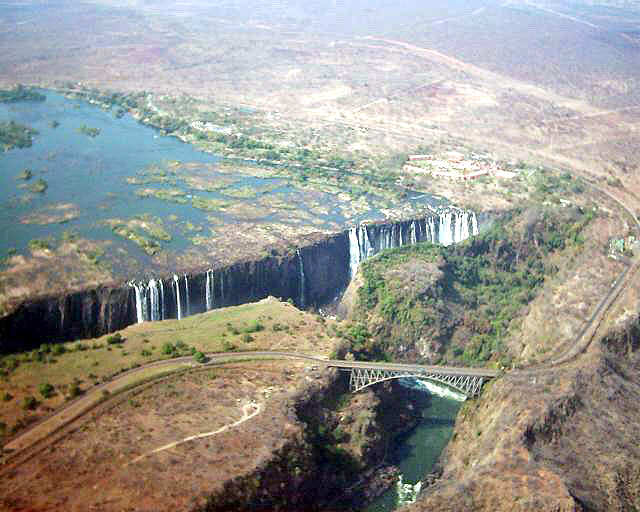

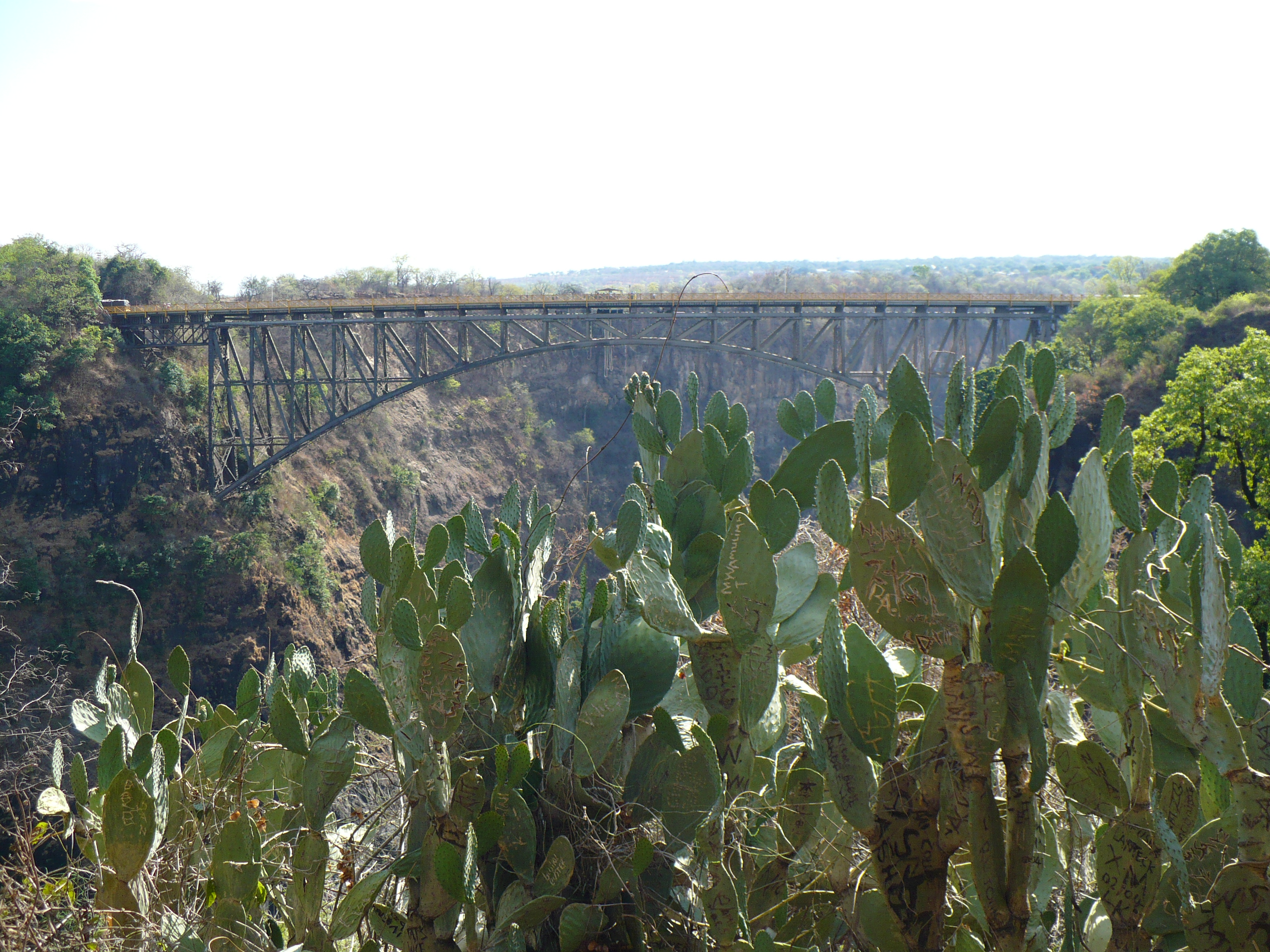
Cầu bắc qua thác Victoria